# 活页纸
活页纸是预先打孔的纸张，用于配合活页本使用。在北美市场销售的活页纸主要为 Letter 尺寸，打3孔；在东亚等地销售的活页纸包括 A4、B5、A5、A6 等多种尺寸。

## 相关页面
- 纸张尺寸
- 万用手册
- 活页本